# Maite Hontelé
Maite Hontelé (Utrecht, 1980. január 9. –) holland dzsessztrombitás.

## Pályafutása
Nagyapja, André Hontelé (1922-2005) zenész, zeneszerző, zenéről szóló tankönyvek szerzője. Hontelé latin dzsesszt játszik. A salsával édesapja lemezgyűjteményén keresztül ismerkedett meg a latin dzsesszel. Kilencéves korától a Haaften falu zenekarában tanult trombitálni. Miután Gorinchemben elvégezte az iskolát, a Rotterdam Conservatory of Musicon tanult.
1995 körültől Hontelé különböző salsazenekarokban játszott. 2008-ban Kolumbiában lépett fel a Cubop City Big Banddel a medellíni dzsesszfesztiválon; ezután úgy döntött, hogy Kolumbiába költözik. Több mint egy évtizedig ott élt. Létrehozta saját zenekarát. 2010 és 2013 között holland zenészekkel turnézott Európában.
Hontelé más művészekkel is együttműködött, például 2013-ban a panamai énekessel, Rubén Bladesszel turnézott számos országban, többek között Franciaországban, Suriname-ban és Indiában.
2014-ben Hontelé először turnézott Hollandiában a megújult kolumbiai zenekarával. A Déjame Asi című albumát Latin Grammy-díjra jelölték (km.: Oscar D'Léon énekes és a Ten Sharp duó). A 2016-os „Te Voy A Querer” című albuma után Linda Briceño venezuelai jazztrombitás-énekesnővel dolgozott.
2018. végén megjelent a „Cuba Linda” című albuma, amelyen Gilberto Santa Rosa Puerto Rico-i énekes és az Orquesta Aragon szerepelt. Ezt az albumot is jelölték Latin Grammy-díjra.
2019-ben állitólag a befejezte a zenenészpályát, és közel egy évtizedes kolumbiai tartózkodás után ismét Hollandiában él.

## Albumok
- 2009: Llegó La Mona
- 2010: Mujer Sonora
- 2013: Déjame Así
- 2015: Te Voy A Querer
- 2018: Cuba Linda

## Díjak
- Jelölések: Latin Grammy-díj a Legjobb salsa album kategóriában (2014); Edison Jazz

## Fordítás
- Ez a szócikk részben vagy egészben  a   Maite Hontelé című angol Wikipédia-szócikk ezen változatának fordításán alapul.  Az eredeti cikk szerkesztőit annak laptörténete sorolja fel. Ez a jelzés csupán a megfogalmazás eredetét és a szerzői jogokat jelzi, nem szolgál a cikkben szereplő információk forrásmegjelöléseként.